# طواف الدنمارك 2022
طواف الدنمارك 2022 (بالدنماركية: PostNord Danmark Rundt 2022)‏ هو سباق دراجات هوائية، وهو الموسم الحادي والثلاثين من طواف الدنمارك، وأقيم خلال الفترة من 16 أغسطس 2022، وحتى 20 أغسطس 2022، وشارك فيه  145 متسابقاً ووصل إلى نهايته  113 متسابقاً.
فاز بالمركز الأول وفي ترتيب النقاط كريستوف لابورت، وفاز بالمركز الثاني وفي ترتيب النقاط للشباب ماغنوس شيفيلد، وفاز بالمركز الثالث ماتياس سكجلموس جنسن، وفاز في ترتيب الفرق تريك-سيغافريدو 2022، وفاز في تصنيف الجبال وبمركز أفضل مقاتل Rasmus Bøgh Wallin ‏.

## الفرق
| فرق عالمية (7)- EF Education-EasyPost - Ineos Grenadiers - Israel-Premier Tech - Jumbo-Visma - Quick-Step Alpha Vinyl - Team DSM - Trek-Segafredo فرق برو (7)- Alpecin-Deceuninck - Bardiani-CSF-Faizanè - بنجوال باوليز ساوكس دبليو بي 2022 ‏ - Human Powered Health - نوفو نورديسك 2022 ‏ - سبورت فلاندرين بالويس 2022 ‏ - أونو اكس برو سايكلنج تيم 2022 ‏ فرق قارية (6)- بي إتش إس - بل بيتون بورنهولم 2022 ‏ - Mazowsze Serce Polski ‏ - ريستورانت سوري كارل راس 2022 ‏ - فريق ريوال للدراجات 2022 ‏ - كولوكويك 2022 ‏ - كووب 2022 ‏ فريق وطني- فريق الدنمارك لركوب الدراجات للرجال 2022 ‏ |  |
| |  |

## المراحل
| قائمة المراحل | قائمة المراحل | قائمة المراحل                       | قائمة المراحل  | قائمة المراحل | قائمة المراحل | قائمة المراحل   | قائمة المراحل  |
| المرحلة       | التاريخ       | الدورة                              |                | المسافة (كم)  | الارتفاع      | الفائز بالمرحلة | القائد العام   |
| ------------- | ------------- | ----------------------------------- | -------------- | ------------- | ------------- | --------------- | -------------- |
| المرحلة 1     | 16 أغسطس      | Lillerød ‏ – Køge ‏                   | مرحلة مستوية   | 222٫6         | 1231 م        | Olav Kooij ‏     | Olav Kooij ‏    |
| المرحلة 2     | 17 أغسطس      | Assens, Denmark ‏ – Assens, Denmark ‏ | فردي ضد الساعة | 12٫2          | 81 م          | ماغنوس شيفيلد   | ماغنوس شيفيلد  |
| المرحلة 3     | 18 أغسطس      | Otterup ‏ – هرنينغ                   | مرحلة مستوية   | 239٫3         | 1429 م        | Olav Kooij ‏     | ماغنوس شيفيلد  |
| المرحلة 4     | 19 أغسطس      | Skive, Denmark ‏ – Skive, Denmark ‏   | مرحلة مستوية   | 167٫3         | 1111 م        | جاسبر فيليبسين  | ماغنوس شيفيلد  |
| المرحلة 5     | 20 أغسطس      | Give, Denmark ‏ – فايله              | مرحلة جبلية    | 125٫9         | 1684 م        | كريستوف لابورت  | كريستوف لابورت |

## النتيجة

### مرحلة 1
هي مرحلة مستوية، أقيمت في 16 أغسطس 2022، وامتدّت لمسافة 222.6 كيلومتر. فاز بالمرحلة Olav Kooij ‏، وكان متصدر الترتيب العام في نهاية المرحلة Olav Kooij ‏، وكان المتصدر حسب ترتيب النقاط Olav Kooij ‏، وكان المتصدر في ترتيب التسلق Rasmus Bøgh Wallin ‏، وتصدر ترتيب النقاط للشباب Olav Kooij ‏، ومتصدر ترتيب الفرق جومبو-فيسما 2022.
| التصنيف العام         | التصنيف العام       | التصنيف العام                 | التصنيف العام | التصنيف العام |
| العداء                | العداء              | الفريق                        | الوقت         |               |
| --------------------- | ------------------- | ----------------------------- | ------------- | ------------- |
| 1                     | Olav Kooij ‏         | جومبو-فيسما                   | 4 س 59 د 10 ث |               |
| 2                     | جاسبر فيليبسين      | Alpecin-Deceuninck            | + 4 ث         |               |
| 3                     | Sebastian Nielsen ‏  | ريستورانت سوري كارل راس ‏      | + 4 ث         |               |
| 4                     | تيموثي دوبونت       | بنجوال باوليز ساوكس دبليو بي ‏ | + 6 ث         |               |
| 5                     | Eirik Lunder ‏       | تيم كووب ‏                     | + 6 ث         |               |
| 6                     | Adrian Banaszek ‏    | Mazowsze Serce Polski ‏        | + 7 ث         |               |
| 7                     | Rasmus Bøgh Wallin ‏ | ريستورانت سوري كارل راس ‏      | + 9 ث         |               |
| 8                     | ماغنوس كورت نيلسن   | EF Education-EasyPost         | + 10 ث        |               |
| 9                     | Arvid de Kleijn ‏    | Human Powered Health          | + 10 ث        |               |
| 10                    | جاسبر ستوفين        | تريك سيغافريدو                | + 10 ث        |               |
|                       |                     |                               |               |               |
| مصدر: ProCyclingStats |                     |                               |               |               |

### مرحلة 2
هي مرحلة من نوع سباق زمن فردي، أقيمت في 17 أغسطس 2022، وامتدّت لمسافة 12.2 كيلومتر. فاز بالمرحلة ماغنوس شيفيلد، وكان متصدر الترتيب العام في نهاية المرحلة ماغنوس شيفيلد، وكان المتصدر حسب ترتيب النقاط ماغنوس شيفيلد، وكان المتصدر في ترتيب التسلق Rasmus Bøgh Wallin ‏، وتصدر ترتيب النقاط للشباب ماغنوس شيفيلد، ومتصدر ترتيب الفرق جومبو-فيسما 2022.
| التصنيف العام         | التصنيف العام       | التصنيف العام             | التصنيف العام | التصنيف العام |
| العداء                | العداء              | الفريق                    | الوقت         |               |
| --------------------- | ------------------- | ------------------------- | ------------- | ------------- |
| 1                     | ماغنوس شيفيلد       | Ineos Grenadiers          | 5 س 12 د 55 ث |               |
| 2                     | ماتياس سكجلموس جنسن | تريك سيغافريدو            | + 3 ث         |               |
| 3                     | كريستوف لابورت      | جومبو-فيسما               | + 6 ث         |               |
| 4                     | جيرانت توماس        | Ineos Grenadiers          | + 15 ث        |               |
| 5                     | سورين كراغ أندرسن   | Team DSM                  | + 15 ث        |               |
| 6                     | ماغنوس كورت نيلسن   | EF Education-EasyPost     | + 20 ث        |               |
| 7                     | جوزيف سيرني         | Quick-Step Alpha Vinyl    | + 24 ث        |               |
| 8                     | جاسبر ستوفين        | تريك سيغافريدو            | + 24 ث        |               |
| 9                     | لاسي نورمان هانسن   | أونو اكس برو سايكلنج تيم ‏ | + 25 ث        |               |
| 10                    | كاسبر بيدرسين       | Team DSM                  | + 29 ث        |               |
|                       |                     |                           |               |               |
| مصدر: ProCyclingStats |                     |                           |               |               |

### مرحلة 3
هي مرحلة مستوية، أقيمت في 18 أغسطس 2022، وامتدّت لمسافة 239.3 كيلومتر. فاز بالمرحلة Olav Kooij ‏، وكان متصدر الترتيب العام في نهاية المرحلة ماغنوس شيفيلد، وكان المتصدر حسب ترتيب النقاط Olav Kooij ‏، وكان المتصدر في ترتيب التسلق Rasmus Bøgh Wallin ‏، وتصدر ترتيب النقاط للشباب ماغنوس شيفيلد، ومتصدر ترتيب الفرق جومبو-فيسما 2022.
| التصنيف العام         | التصنيف العام       | التصنيف العام             | التصنيف العام  | التصنيف العام |
| العداء                | العداء              | الفريق                    | الوقت          |               |
| --------------------- | ------------------- | ------------------------- | -------------- | ------------- |
| 1                     | ماغنوس شيفيلد       | Ineos Grenadiers          | 10 س 31 د 40 ث |               |
| 2                     | كريستوف لابورت      | جومبو-فيسما               | + 0 ث          |               |
| 3                     | ماتياس سكجلموس جنسن | تريك سيغافريدو            | + 3 ث          |               |
| 4                     | جيرانت توماس        | Ineos Grenadiers          | + 15 ث         |               |
| 5                     | سورين كراغ أندرسن   | Team DSM                  | + 15 ث         |               |
| 6                     | ماغنوس كورت نيلسن   | EF Education-EasyPost     | + 16 ث         |               |
| 7                     | جوزيف سيرني         | Quick-Step Alpha Vinyl    | + 24 ث         |               |
| 8                     | جاسبر ستوفين        | تريك سيغافريدو            | + 24 ث         |               |
| 9                     | لاسي نورمان هانسن   | أونو اكس برو سايكلنج تيم ‏ | + 25 ث         |               |
| 10                    | كاسبر بيدرسين       | Team DSM                  | + 29 ث         |               |
|                       |                     |                           |                |               |
| مصدر: ProCyclingStats |                     |                           |                |               |

### مرحلة 4
هي مرحلة مستوية، أقيمت في 19 أغسطس 2022، وامتدّت لمسافة 167.3 كيلومتر. فاز بالمرحلة جاسبر فيليبسين، وكان متصدر الترتيب العام في نهاية المرحلة ماغنوس شيفيلد، وكان المتصدر حسب ترتيب النقاط جاسبر فيليبسين، وكان المتصدر في ترتيب التسلق Rasmus Bøgh Wallin ‏، وتصدر ترتيب النقاط للشباب ماغنوس شيفيلد، ومتصدر ترتيب الفرق جومبو-فيسما 2022.
| التصنيف العام         | التصنيف العام       | التصنيف العام             | التصنيف العام  | التصنيف العام |
| العداء                | العداء              | الفريق                    | الوقت          |               |
| --------------------- | ------------------- | ------------------------- | -------------- | ------------- |
| 1                     | ماغنوس شيفيلد       | Ineos Grenadiers          | 14 س 07 د 34 ث |               |
| 2                     | كريستوف لابورت      | جومبو-فيسما               | + 0 ث          |               |
| 3                     | ماتياس سكجلموس جنسن | تريك سيغافريدو            | + 3 ث          |               |
| 4                     | جيرانت توماس        | Ineos Grenadiers          | + 15 ث         |               |
| 5                     | سورين كراغ أندرسن   | Team DSM                  | + 15 ث         |               |
| 6                     | ماغنوس كورت نيلسن   | EF Education-EasyPost     | + 16 ث         |               |
| 7                     | جاسبر فيليبسين      | Alpecin-Deceuninck        | + 21 ث         |               |
| 8                     | جوزيف سيرني         | Quick-Step Alpha Vinyl    | + 24 ث         |               |
| 9                     | جاسبر ستوفين        | تريك سيغافريدو            | + 24 ث         |               |
| 10                    | لاسي نورمان هانسن   | أونو اكس برو سايكلنج تيم ‏ | + 25 ث         |               |
|                       |                     |                           |                |               |
| مصدر: ProCyclingStats |                     |                           |                |               |

### مرحلة 5
هي مرحلة جبلية، أقيمت في 20 أغسطس 2022، وامتدّت لمسافة 125.9 كيلومتر. فاز بالمرحلة كريستوف لابورت، وكان متصدر الترتيب العام في نهاية المرحلة كريستوف لابورت، وكان المتصدر حسب ترتيب النقاط كريستوف لابورت، وكان المتصدر في ترتيب التسلق Rasmus Bøgh Wallin ‏، وتصدر ترتيب النقاط للشباب ماغنوس شيفيلد، ومتصدر ترتيب الفرق تريك-سيغافريدو 2022.
| التصنيف العام         | التصنيف العام       | التصنيف العام    | التصنيف العام  | التصنيف العام |
| العداء                | العداء              | الفريق           | الوقت          |               |
| --------------------- | ------------------- | ---------------- | -------------- | ------------- |
| 1                     | كريستوف لابورت      | جومبو-فيسما      | 17 س 01 د 20 ث |               |
| 2                     | ماغنوس شيفيلد       | Ineos Grenadiers | + 4 ث          |               |
| 3                     | ماتياس سكجلموس جنسن | تريك سيغافريدو   | + 9 ث          |               |
|                       |                     |                  |                |               |
| مصدر: ProCyclingStats |                     |                  |                |               |

## المشاركون
| Quick-Step Alpha Vinyl QST | Quick-Step Alpha Vinyl QST | Quick-Step Alpha Vinyl QST |
| -------------------------- | -------------------------- | -------------------------- |
| م                          | عداء                       | مرتبة                      |
| 1                          | Tim Declercq ‏              | 30                         |
| 2                          | جوزيف سيرني                | 39                         |
| 3                          | جيمس نوكس                  | 21                         |
| 4                          | مايكل موركوف               | 36                         |
| 5                          | ماورو شميد                 | 6                          |
| 6                          | زدينيك ستيبار              | 14                         |
| 7                          | Ethan Vernon ‏              | 95                         |

| Trek-Segafredo TFS | Trek-Segafredo TFS  | Trek-Segafredo TFS |
| ------------------ | ------------------- | ------------------ |
| م                  | عداء                | مرتبة              |
| 11                 | ماركوس هويلجارد     | لم يكمل السباق-5   |
| 12                 | ألكسندر كامب (طريق) | 54                 |
| 13                 | Jacopo Mosca ‏       | 65                 |
| 14                 | كوين سيمونز         | لم يكمل السباق-5   |
| 15                 | Mattias Skjelmose   | 3                  |
| 16                 | جاسبر ستوفين        | 9                  |
| 17                 | Otto Vergaerde ‏     | 57                 |

| Jumbo-Visma TJV | Jumbo-Visma TJV          | Jumbo-Visma TJV  |
| --------------- | ------------------------ | ---------------- |
| م               | عداء                     | مرتبة            |
| 21              | Mick van Dijke ‏          | 7                |
| 22              | Gijs Leemreize ‏          | 84               |
| 23              | Pascal Eenkhoorn ‏ (طريق) | 38               |
| 24              | Olav Kooij ‏              | 43               |
| 25              | كريستوف لابورت           | 1                |
| 26              | Lennard Hofstede ‏        | لم يكمل السباق-5 |
| 27              | توش فان دير ساندي        | 33               |

| EF Education-EasyPost EFE | EF Education-EasyPost EFE | EF Education-EasyPost EFE |
| ------------------------- | ------------------------- | ------------------------- |
| م                         | عداء                      | مرتبة                     |
| 31                        | Daniel Arroyave ‏          | لم يكمل السباق-3          |
| 32                        | ماغنوس كورت نيلسن         | 5                         |
| 33                        | ينس كوكلاير               | 41                        |
| 34                        | سيباستيان لانجفيلد        | 99                        |
| 35                        | Jonas Rutsch ‏             | 17                        |
| 36                        | توماس سكالي               | 103                       |
| 37                        | Łukasz Wiśniowski ‏        | لم يكمل السباق-1          |

| Ineos Grenadiers IGD | Ineos Grenadiers IGD | Ineos Grenadiers IGD |
| -------------------- | -------------------- | -------------------- |
| م                    | عداء                 | مرتبة                |
| 41                   | إيغان بيرنال         | لم يكمل السباق-5     |
| 42                   | عمر فريل             | 69                   |
| 43                   | ميكال كوياتكووسكي    | لم يكمل السباق-5     |
| 44                   | جوناتان نارفيز       | 13                   |
| 45                   | ماغنوس شيفيلد        | 2                    |
| 46                   | بن سويفت             | لم يكمل السباق-5     |
| 47                   | جيرانت توماس         | 34                   |

| Israel-Premier Tech IPT | Israel-Premier Tech IPT | Israel-Premier Tech IPT |
| ----------------------- | ----------------------- | ----------------------- |
| م                       | عداء                    | مرتبة                   |
| 51                      | ويليام بويفن            | 63                      |
| 52                      | ماتياس براندل           | لم يكمل السباق-5        |
| 53                      | اليكس داوست             | لم يكمل السباق-5        |
| 54                      | تاج جونز ‏               | 104                     |
| 55                      | Nadav Raisberg ‏         | 74                      |
| 56                      | مادس فورتز شميدت        | 15                      |
| 57                      | كوربين سترونغ           | 28                      |

| Team DSM DSM | Team DSM DSM          | Team DSM DSM     |
| ------------ | --------------------- | ---------------- |
| م            | عداء                  | مرتبة            |
| 61           | سورين كراغ أندرسن     | 4                |
| 62           | أسبيورن كراغ أندرسن   | لم يكمل السباق-5 |
| 63           | فريدريك مادسن         | 85               |
| 64           | كاسبر بيدرسين         | 46               |
| 65           | Leon Heinschke ‏       | لم يكمل السباق-5 |
| 66           | Tobias Lund Andresen ‏ | 23               |
| 67           | Moritz Kärsten‏        | 94               |

| Alpecin-Deceuninck AFC | Alpecin-Deceuninck AFC | Alpecin-Deceuninck AFC |
| ---------------------- | ---------------------- | ---------------------- |
| م                      | عداء                   | مرتبة                  |
| 71                     | جاسبر فيليبسين         | 22                     |
| 72                     | Stefano Oldani ‏        | 8                      |
| 73                     | سيلفان ديلير           | 32                     |
| 74                     | جوليان فيرموت          | 52                     |
| 75                     | Timo Kielich ‏          | لم يكمل السباق-5       |
| 76                     | Nicola Conci ‏          | لم يكمل السباق-5       |
| 77                     | فلوريس دي تير          | لم يكمل السباق-3       |

| Human Powered Health HPM | Human Powered Health HPM | Human Powered Health HPM |
| ------------------------ | ------------------------ | ------------------------ |
| م                        | عداء                     | مرتبة                    |
| 81                       | Pier-André Côté ‏ (طريق)  | 47                       |
| 82                       | Arvid de Kleijn ‏         | 49                       |
| 83                       | تشاد هاغا                | 86                       |
| 84                       | كولن جويس                | لم يبدأ-4                |
| 85                       | Nickolas Zukowsky ‏       | 16                       |
| 86                       | آدم دي فوس               | 105                      |
| 87                       | Tyler Stites ‏            | لم يبدأ-1                |

| أونو-إكس موبيليتي ‏ UXT | أونو-إكس موبيليتي ‏ UXT | أونو-إكس موبيليتي ‏ UXT |
| ---------------------- | ---------------------- | ---------------------- |
| م                      | عداء                   | مرتبة                  |
| 91                     | راسموس تيلر (طريق)     | 107                    |
| 92                     | أندرس سكارسيث          | 40                     |
| 93                     | لاسي نورمان هانسن      | 11                     |
| 94                     | Anthon Charmig ‏        | 10                     |
| 95                     | Erlend Blikra ‏         | لم يكمل السباق-5       |
| 96                     | نيكلاس لارسن           | 51                     |
| 97                     | يوناس غريغارد          | لم يبدأ-4              |

| Bardiani CSF Faizanè BCF | Bardiani CSF Faizanè BCF | Bardiani CSF Faizanè BCF |
| ------------------------ | ------------------------ | ------------------------ |
| م                        | عداء                     | مرتبة                    |
| 101                      | Luca Colnaghi ‏           | 89                       |
| 102                      | Davide Gabburo ‏          | 66                       |
| 103                      | ساشا مودولو              | 81                       |
| 104                      | Manuele Tarozzi ‏         | 109                      |
| 105                      | Alessandro Tonelli ‏      | 60                       |
| 106                      | Enrico Zanoncello ‏       | 110                      |
| 107                      | Samuele Zoccarato ‏       | 58                       |

| بنجوال باوليز ساوكس دبليو بي ‏ BWB | بنجوال باوليز ساوكس دبليو بي ‏ BWB | بنجوال باوليز ساوكس دبليو بي ‏ BWB |
| --------------------------------- | --------------------------------- | --------------------------------- |
| م                                 | عداء                              | مرتبة                             |
| 111                               | Stanisław Aniołkowski ‏            | 67                                |
| 112                               | Cériel Desal ‏                     | 45                                |
| 113                               | تيموثي دوبونت                     | مستبعد-4                          |
| 114                               | Karl Patrick Lauk ‏                | لم يكمل السباق-5                  |
| 115                               | Laurenz Rex ‏                      | 56                                |
| 116                               | Ludovic Robeet ‏                   | لم يكمل السباق-5                  |
| 117                               | Tom Wirtgen ‏                      | 50                                |

| سبورت فلاندرين بالويس ‏ SVB | سبورت فلاندرين بالويس ‏ SVB | سبورت فلاندرين بالويس ‏ SVB |
| -------------------------- | -------------------------- | -------------------------- |
| م                          | عداء                       | مرتبة                      |
| 121                        | Jenno Berckmoes ‏           | 12                         |
| 122                        | Kamiel Bonneu ‏             | 78                         |
| 123                        | Vito Braet ‏                | 25                         |
| 124                        | أليكس كولمان ‏              | 37                         |
| 125                        | غيليس دي وايلد ‏            | 82                         |
| 126                        | جوليان ميرتينز ‏            | لم يكمل السباق-4           |
| 127                        | ساشا ويميس                 | 68                         |

| تيم نوفو نورديسك ‏ TNN | تيم نوفو نورديسك ‏ TNN              | تيم نوفو نورديسك ‏ TNN |
| --------------------- | ---------------------------------- | --------------------- |
| م                     | عداء                               | مرتبة                 |
| 131                   | Matyáš Kopecký ‏                    | 98                    |
| 132                   | Andrea Peron (cyclist, born 1988) ‏ | 71                    |
| 133                   | ديفيد لوزانو                       | 72                    |
| 134                   | Hamish Beadle ‏                     | 100                   |
| 135                   | Filippo Ridolfo ‏                   | 96                    |
| 136                   | Declan Irvine ‏                     | 91                    |
| 137                   | Péter Kusztor ‏                     | لم يكمل السباق-3      |

| تيم كووب ‏ TCO | تيم كووب ‏ TCO           | تيم كووب ‏ TCO    |
| ------------- | ----------------------- | ---------------- |
| م             | عداء                    | مرتبة            |
| 141           | أندرياس ستوكبرو         | 27               |
| 142           | Louis Bendixen ‏         | 77               |
| 143           | Håkon Aalrust ‏          | لم يكمل السباق-3 |
| 144           | Eirik Lunder ‏           | 88               |
| 145           | André Drege ‏            | 76               |
| 146           | Olav Hjemsæter ‏         | 55               |
| 147           | Karsten Larsen Feldmann‏ | لم يبدأ-1        |

| Mazowsze Serce Polski ‏ MSP | Mazowsze Serce Polski ‏ MSP | Mazowsze Serce Polski ‏ MSP |
| -------------------------- | -------------------------- | -------------------------- |
| م                          | عداء                       | مرتبة                      |
| 151                        | Adrian Banaszek ‏           | لم يكمل السباق-5           |
| 152                        | آلان باناسيك               | لم يكمل السباق-5           |
| 153                        | Norbert Banaszek ‏ (طريق)   | لم يكمل السباق-5           |
| 154                        | Marceli Bogusławski ‏       | لم يكمل السباق-5           |
| 155                        | Tomasz Budziński ‏          | 31                         |
| 156                        | ياكوب كازماريك             | 19                         |
| 157                        | Tobiasz Pawlak ‏            | لم يكمل السباق-5           |

| ريستورانت سوري كارل راس ‏ GSH | ريستورانت سوري كارل راس ‏ GSH | ريستورانت سوري كارل راس ‏ GSH |
| ---------------------------- | ---------------------------- | ---------------------------- |
| م                            | عداء                         | مرتبة                        |
| 161                          | Rasmus Bøgh Wallin ‏          | 80                           |
| 162                          | Magnus Bak Klaris ‏           | 62                           |
| 163                          | ماثياس لارسن ‏                | 92                           |
| 164                          | Sebastian Nielsen ‏           | 73                           |
| 165                          | Oliver Knudsen ‏              | 93                           |
| 166                          | Tobias Kongstad ‏             | 70                           |
| 167                          | Christian Lindquist ‏         | 64                           |

| بي إتش إس - بل بيتون بورنهولم ‏ BPC | بي إتش إس - بل بيتون بورنهولم ‏ BPC | بي إتش إس - بل بيتون بورنهولم ‏ BPC |
| ---------------------------------- | ---------------------------------- | ---------------------------------- |
| م                                  | عداء                               | مرتبة                              |
| 171                                | مارتن توفت مادسن                   | 101                                |
| 172                                | Nils Lau Nyborg Broge ‏             | 29                                 |
| 173                                | Mads Rahbek ‏                       | 42                                 |
| 174                                | Frederik Irgens Jensen ‏            | 75                                 |
| 175                                | Emil Toudal ‏                       | 44                                 |
| 176                                | Rasmus Søjberg Pedersen ‏           | 87                                 |
| 177                                | Nikolaj Mengel ‏                    | 61                                 |

| كولوكويك للدراجات ‏ TCQ | كولوكويك للدراجات ‏ TCQ   | كولوكويك للدراجات ‏ TCQ |
| ---------------------- | ------------------------ | ---------------------- |
| م                      | عداء                     | مرتبة                  |
| 181                    | مادس أوسترغارد كريستنسن ‏ | 106                    |
| 182                    | Jeppe Aaskov Pallesen ‏   | 24                     |
| 183                    | ماتياس مالمبيرغ ‏         | 79                     |
| 184                    | Frederik Muff ‏           | 102                    |
| 185                    | مادس أندرسن ‏             | 113                    |
| 186                    | Joshua Gudnitz ‏          | 48                     |
| 187                    | Frederik Bjørn Sørensen ‏ | 90                     |

| فريق ريوال للدراجات ‏ RIW | فريق ريوال للدراجات ‏ RIW | فريق ريوال للدراجات ‏ RIW |
| ------------------------ | ------------------------ | ------------------------ |
| م                        | عداء                     | مرتبة                    |
| 191                      | ماتياس بريجنهوج ‏         | 20                       |
| 192                      | لوكاس أريكسون (طريق)     | 26                       |
| 193                      | جاكوب أريكسون ‏           | 35                       |
| 194                      | Martijn Budding ‏         | لم يكمل السباق-5         |
| 195                      | Elmar Reinders ‏          | لم يكمل السباق-1         |
| 196                      | Alexander Salby ‏         | 97                       |
| 197                      | Morten Nørtoft ‏          | 112                      |

| فريق الدنمارك لركوب الدراجات للرجال 2022 ‏ DEN | فريق الدنمارك لركوب الدراجات للرجال 2022 ‏ DEN | فريق الدنمارك لركوب الدراجات للرجال 2022 ‏ DEN |
| --------------------------------------------- | --------------------------------------------- | --------------------------------------------- |
| م                                             | عداء                                          | مرتبة                                         |
| 201                                           | Johan Price-Pejtersen ‏                        | لم يكمل السباق-3                              |
| 202                                           | Anders Foldager ‏                              | 111                                           |
| 203                                           | Kasper Andersen (cyclist) ‏                    | 53                                            |
| 204                                           | نيكلاس بيديرسين ‏                              | 59                                            |
| 205                                           | Gustav Frederik Dahl ‏                         | 83                                            |
| 206                                           | Frederik Wandahl ‏                             | 18                                            |
| 207                                           | Magnus Henneberg ‏                             | 108                                           |

| Quick-Step Alpha Vinyl QST | Quick-Step Alpha Vinyl QST | Quick-Step Alpha Vinyl QST |
| -------------------------- | -------------------------- | -------------------------- |
| م                          | عداء                       | مرتبة                      |
| 1                          | Tim Declercq ‏              | 30                         |
| 2                          | جوزيف سيرني                | 39                         |
| 3                          | جيمس نوكس                  | 21                         |
| 4                          | مايكل موركوف               | 36                         |
| 5                          | ماورو شميد                 | 6                          |
| 6                          | زدينيك ستيبار              | 14                         |
| 7                          | Ethan Vernon ‏              | 95                         |

| Trek-Segafredo TFS | Trek-Segafredo TFS  | Trek-Segafredo TFS |
| ------------------ | ------------------- | ------------------ |
| م                  | عداء                | مرتبة              |
| 11                 | ماركوس هويلجارد     | لم يكمل السباق-5   |
| 12                 | ألكسندر كامب (طريق) | 54                 |
| 13                 | Jacopo Mosca ‏       | 65                 |
| 14                 | كوين سيمونز         | لم يكمل السباق-5   |
| 15                 | Mattias Skjelmose   | 3                  |
| 16                 | جاسبر ستوفين        | 9                  |
| 17                 | Otto Vergaerde ‏     | 57                 |

| Jumbo-Visma TJV | Jumbo-Visma TJV          | Jumbo-Visma TJV  |
| --------------- | ------------------------ | ---------------- |
| م               | عداء                     | مرتبة            |
| 21              | Mick van Dijke ‏          | 7                |
| 22              | Gijs Leemreize ‏          | 84               |
| 23              | Pascal Eenkhoorn ‏ (طريق) | 38               |
| 24              | Olav Kooij ‏              | 43               |
| 25              | كريستوف لابورت           | 1                |
| 26              | Lennard Hofstede ‏        | لم يكمل السباق-5 |
| 27              | توش فان دير ساندي        | 33               |

| EF Education-EasyPost EFE | EF Education-EasyPost EFE | EF Education-EasyPost EFE |
| ------------------------- | ------------------------- | ------------------------- |
| م                         | عداء                      | مرتبة                     |
| 31                        | Daniel Arroyave ‏          | لم يكمل السباق-3          |
| 32                        | ماغنوس كورت نيلسن         | 5                         |
| 33                        | ينس كوكلاير               | 41                        |
| 34                        | سيباستيان لانجفيلد        | 99                        |
| 35                        | Jonas Rutsch ‏             | 17                        |
| 36                        | توماس سكالي               | 103                       |
| 37                        | Łukasz Wiśniowski ‏        | لم يكمل السباق-1          |

| Ineos Grenadiers IGD | Ineos Grenadiers IGD | Ineos Grenadiers IGD |
| -------------------- | -------------------- | -------------------- |
| م                    | عداء                 | مرتبة                |
| 41                   | إيغان بيرنال         | لم يكمل السباق-5     |
| 42                   | عمر فريل             | 69                   |
| 43                   | ميكال كوياتكووسكي    | لم يكمل السباق-5     |
| 44                   | جوناتان نارفيز       | 13                   |
| 45                   | ماغنوس شيفيلد        | 2                    |
| 46                   | بن سويفت             | لم يكمل السباق-5     |
| 47                   | جيرانت توماس         | 34                   |

| Israel-Premier Tech IPT | Israel-Premier Tech IPT | Israel-Premier Tech IPT |
| ----------------------- | ----------------------- | ----------------------- |
| م                       | عداء                    | مرتبة                   |
| 51                      | ويليام بويفن            | 63                      |
| 52                      | ماتياس براندل           | لم يكمل السباق-5        |
| 53                      | اليكس داوست             | لم يكمل السباق-5        |
| 54                      | تاج جونز ‏               | 104                     |
| 55                      | Nadav Raisberg ‏         | 74                      |
| 56                      | مادس فورتز شميدت        | 15                      |
| 57                      | كوربين سترونغ           | 28                      |

| Team DSM DSM | Team DSM DSM          | Team DSM DSM     |
| ------------ | --------------------- | ---------------- |
| م            | عداء                  | مرتبة            |
| 61           | سورين كراغ أندرسن     | 4                |
| 62           | أسبيورن كراغ أندرسن   | لم يكمل السباق-5 |
| 63           | فريدريك مادسن         | 85               |
| 64           | كاسبر بيدرسين         | 46               |
| 65           | Leon Heinschke ‏       | لم يكمل السباق-5 |
| 66           | Tobias Lund Andresen ‏ | 23               |
| 67           | Moritz Kärsten‏        | 94               |

| Alpecin-Deceuninck AFC | Alpecin-Deceuninck AFC | Alpecin-Deceuninck AFC |
| ---------------------- | ---------------------- | ---------------------- |
| م                      | عداء                   | مرتبة                  |
| 71                     | جاسبر فيليبسين         | 22                     |
| 72                     | Stefano Oldani ‏        | 8                      |
| 73                     | سيلفان ديلير           | 32                     |
| 74                     | جوليان فيرموت          | 52                     |
| 75                     | Timo Kielich ‏          | لم يكمل السباق-5       |
| 76                     | Nicola Conci ‏          | لم يكمل السباق-5       |
| 77                     | فلوريس دي تير          | لم يكمل السباق-3       |

| Human Powered Health HPM | Human Powered Health HPM | Human Powered Health HPM |
| ------------------------ | ------------------------ | ------------------------ |
| م                        | عداء                     | مرتبة                    |
| 81                       | Pier-André Côté ‏ (طريق)  | 47                       |
| 82                       | Arvid de Kleijn ‏         | 49                       |
| 83                       | تشاد هاغا                | 86                       |
| 84                       | كولن جويس                | لم يبدأ-4                |
| 85                       | Nickolas Zukowsky ‏       | 16                       |
| 86                       | آدم دي فوس               | 105                      |
| 87                       | Tyler Stites ‏            | لم يبدأ-1                |

| أونو-إكس موبيليتي ‏ UXT | أونو-إكس موبيليتي ‏ UXT | أونو-إكس موبيليتي ‏ UXT |
| ---------------------- | ---------------------- | ---------------------- |
| م                      | عداء                   | مرتبة                  |
| 91                     | راسموس تيلر (طريق)     | 107                    |
| 92                     | أندرس سكارسيث          | 40                     |
| 93                     | لاسي نورمان هانسن      | 11                     |
| 94                     | Anthon Charmig ‏        | 10                     |
| 95                     | Erlend Blikra ‏         | لم يكمل السباق-5       |
| 96                     | نيكلاس لارسن           | 51                     |
| 97                     | يوناس غريغارد          | لم يبدأ-4              |

| Bardiani CSF Faizanè BCF | Bardiani CSF Faizanè BCF | Bardiani CSF Faizanè BCF |
| ------------------------ | ------------------------ | ------------------------ |
| م                        | عداء                     | مرتبة                    |
| 101                      | Luca Colnaghi ‏           | 89                       |
| 102                      | Davide Gabburo ‏          | 66                       |
| 103                      | ساشا مودولو              | 81                       |
| 104                      | Manuele Tarozzi ‏         | 109                      |
| 105                      | Alessandro Tonelli ‏      | 60                       |
| 106                      | Enrico Zanoncello ‏       | 110                      |
| 107                      | Samuele Zoccarato ‏       | 58                       |

| بنجوال باوليز ساوكس دبليو بي ‏ BWB | بنجوال باوليز ساوكس دبليو بي ‏ BWB | بنجوال باوليز ساوكس دبليو بي ‏ BWB |
| --------------------------------- | --------------------------------- | --------------------------------- |
| م                                 | عداء                              | مرتبة                             |
| 111                               | Stanisław Aniołkowski ‏            | 67                                |
| 112                               | Cériel Desal ‏                     | 45                                |
| 113                               | تيموثي دوبونت                     | مستبعد-4                          |
| 114                               | Karl Patrick Lauk ‏                | لم يكمل السباق-5                  |
| 115                               | Laurenz Rex ‏                      | 56                                |
| 116                               | Ludovic Robeet ‏                   | لم يكمل السباق-5                  |
| 117                               | Tom Wirtgen ‏                      | 50                                |

| سبورت فلاندرين بالويس ‏ SVB | سبورت فلاندرين بالويس ‏ SVB | سبورت فلاندرين بالويس ‏ SVB |
| -------------------------- | -------------------------- | -------------------------- |
| م                          | عداء                       | مرتبة                      |
| 121                        | Jenno Berckmoes ‏           | 12                         |
| 122                        | Kamiel Bonneu ‏             | 78                         |
| 123                        | Vito Braet ‏                | 25                         |
| 124                        | أليكس كولمان ‏              | 37                         |
| 125                        | غيليس دي وايلد ‏            | 82                         |
| 126                        | جوليان ميرتينز ‏            | لم يكمل السباق-4           |
| 127                        | ساشا ويميس                 | 68                         |

| تيم نوفو نورديسك ‏ TNN | تيم نوفو نورديسك ‏ TNN              | تيم نوفو نورديسك ‏ TNN |
| --------------------- | ---------------------------------- | --------------------- |
| م                     | عداء                               | مرتبة                 |
| 131                   | Matyáš Kopecký ‏                    | 98                    |
| 132                   | Andrea Peron (cyclist, born 1988) ‏ | 71                    |
| 133                   | ديفيد لوزانو                       | 72                    |
| 134                   | Hamish Beadle ‏                     | 100                   |
| 135                   | Filippo Ridolfo ‏                   | 96                    |
| 136                   | Declan Irvine ‏                     | 91                    |
| 137                   | Péter Kusztor ‏                     | لم يكمل السباق-3      |

| تيم كووب ‏ TCO | تيم كووب ‏ TCO           | تيم كووب ‏ TCO    |
| ------------- | ----------------------- | ---------------- |
| م             | عداء                    | مرتبة            |
| 141           | أندرياس ستوكبرو         | 27               |
| 142           | Louis Bendixen ‏         | 77               |
| 143           | Håkon Aalrust ‏          | لم يكمل السباق-3 |
| 144           | Eirik Lunder ‏           | 88               |
| 145           | André Drege ‏            | 76               |
| 146           | Olav Hjemsæter ‏         | 55               |
| 147           | Karsten Larsen Feldmann‏ | لم يبدأ-1        |

| Mazowsze Serce Polski ‏ MSP | Mazowsze Serce Polski ‏ MSP | Mazowsze Serce Polski ‏ MSP |
| -------------------------- | -------------------------- | -------------------------- |
| م                          | عداء                       | مرتبة                      |
| 151                        | Adrian Banaszek ‏           | لم يكمل السباق-5           |
| 152                        | آلان باناسيك               | لم يكمل السباق-5           |
| 153                        | Norbert Banaszek ‏ (طريق)   | لم يكمل السباق-5           |
| 154                        | Marceli Bogusławski ‏       | لم يكمل السباق-5           |
| 155                        | Tomasz Budziński ‏          | 31                         |
| 156                        | ياكوب كازماريك             | 19                         |
| 157                        | Tobiasz Pawlak ‏            | لم يكمل السباق-5           |

| ريستورانت سوري كارل راس ‏ GSH | ريستورانت سوري كارل راس ‏ GSH | ريستورانت سوري كارل راس ‏ GSH |
| ---------------------------- | ---------------------------- | ---------------------------- |
| م                            | عداء                         | مرتبة                        |
| 161                          | Rasmus Bøgh Wallin ‏          | 80                           |
| 162                          | Magnus Bak Klaris ‏           | 62                           |
| 163                          | ماثياس لارسن ‏                | 92                           |
| 164                          | Sebastian Nielsen ‏           | 73                           |
| 165                          | Oliver Knudsen ‏              | 93                           |
| 166                          | Tobias Kongstad ‏             | 70                           |
| 167                          | Christian Lindquist ‏         | 64                           |

| بي إتش إس - بل بيتون بورنهولم ‏ BPC | بي إتش إس - بل بيتون بورنهولم ‏ BPC | بي إتش إس - بل بيتون بورنهولم ‏ BPC |
| ---------------------------------- | ---------------------------------- | ---------------------------------- |
| م                                  | عداء                               | مرتبة                              |
| 171                                | مارتن توفت مادسن                   | 101                                |
| 172                                | Nils Lau Nyborg Broge ‏             | 29                                 |
| 173                                | Mads Rahbek ‏                       | 42                                 |
| 174                                | Frederik Irgens Jensen ‏            | 75                                 |
| 175                                | Emil Toudal ‏                       | 44                                 |
| 176                                | Rasmus Søjberg Pedersen ‏           | 87                                 |
| 177                                | Nikolaj Mengel ‏                    | 61                                 |

| كولوكويك للدراجات ‏ TCQ | كولوكويك للدراجات ‏ TCQ   | كولوكويك للدراجات ‏ TCQ |
| ---------------------- | ------------------------ | ---------------------- |
| م                      | عداء                     | مرتبة                  |
| 181                    | مادس أوسترغارد كريستنسن ‏ | 106                    |
| 182                    | Jeppe Aaskov Pallesen ‏   | 24                     |
| 183                    | ماتياس مالمبيرغ ‏         | 79                     |
| 184                    | Frederik Muff ‏           | 102                    |
| 185                    | مادس أندرسن ‏             | 113                    |
| 186                    | Joshua Gudnitz ‏          | 48                     |
| 187                    | Frederik Bjørn Sørensen ‏ | 90                     |

| فريق ريوال للدراجات ‏ RIW | فريق ريوال للدراجات ‏ RIW | فريق ريوال للدراجات ‏ RIW |
| ------------------------ | ------------------------ | ------------------------ |
| م                        | عداء                     | مرتبة                    |
| 191                      | ماتياس بريجنهوج ‏         | 20                       |
| 192                      | لوكاس أريكسون (طريق)     | 26                       |
| 193                      | جاكوب أريكسون ‏           | 35                       |
| 194                      | Martijn Budding ‏         | لم يكمل السباق-5         |
| 195                      | Elmar Reinders ‏          | لم يكمل السباق-1         |
| 196                      | Alexander Salby ‏         | 97                       |
| 197                      | Morten Nørtoft ‏          | 112                      |

| فريق الدنمارك لركوب الدراجات للرجال 2022 ‏ DEN | فريق الدنمارك لركوب الدراجات للرجال 2022 ‏ DEN | فريق الدنمارك لركوب الدراجات للرجال 2022 ‏ DEN |
| --------------------------------------------- | --------------------------------------------- | --------------------------------------------- |
| م                                             | عداء                                          | مرتبة                                         |
| 201                                           | Johan Price-Pejtersen ‏                        | لم يكمل السباق-3                              |
| 202                                           | Anders Foldager ‏                              | 111                                           |
| 203                                           | Kasper Andersen (cyclist) ‏                    | 53                                            |
| 204                                           | نيكلاس بيديرسين ‏                              | 59                                            |
| 205                                           | Gustav Frederik Dahl ‏                         | 83                                            |
| 206                                           | Frederik Wandahl ‏                             | 18                                            |
| 207                                           | Magnus Henneberg ‏                             | 108                                           |

## التصنيف العام النهائي
| التصنيف العام         | التصنيف العام       | التصنيف العام             | التصنيف العام  | التصنيف العام |
| العداء                | العداء              | الفريق                    | الوقت          |               |
| --------------------- | ------------------- | ------------------------- | -------------- | ------------- |
| 1                     | كريستوف لابورت      | جومبو-فيسما               | 17 س 01 د 20 ث |               |
| 2                     | ماغنوس شيفيلد       | Ineos Grenadiers          | + 4 ث          |               |
| 3                     | ماتياس سكجلموس جنسن | تريك سيغافريدو            | + 9 ث          |               |
| 4                     | سورين كراغ أندرسن   | Team DSM                  | + 25 ث         |               |
| 5                     | ماغنوس كورت نيلسن   | EF Education-EasyPost     | + 30 ث         |               |
| 6                     | ماورو شميد          | Quick-Step Alpha Vinyl    | + 42 ث         |               |
| 7                     | Mick van Dijke ‏     | جومبو-فيسما               | + 44 ث         |               |
| 8                     | Stefano Oldani ‏     | Alpecin-Deceuninck        | + 48 ث         |               |
| 9                     | جاسبر ستوفين        | تريك سيغافريدو            | + 52 ث         |               |
| 10                    | Anthon Charmig ‏     | أونو اكس برو سايكلنج تيم ‏ | + 56 ث         |               |
|                       |                     |                           |                |               |
| مصدر: ProCyclingStats |                     |                           |                |               |

### تصنيف النقاط
| تصنيف النقاط          | تصنيف النقاط        | تصنيف النقاط           | تصنيف النقاط | تصنيف النقاط |
| العداء                | العداء              | الفريق                 | النقاط       |              |
| --------------------- | ------------------- | ---------------------- | ------------ | ------------ |
| 1                     | كريستوف لابورت      | جومبو-فيسما            | 40 نقطة      |              |
| 2                     | Olav Kooij ‏         | جومبو-فيسما            | 36 نقطة      |              |
| 3                     | جاسبر فيليبسين      | Alpecin-Deceuninck     | 34 نقطة      |              |
| 4                     | ماغنوس كورت نيلسن   | EF Education-EasyPost  | 31 نقطة      |              |
| 5                     | ماغنوس شيفيلد       | Ineos Grenadiers       | 30 نقطة      |              |
| 6                     | جاسبر ستوفين        | تريك سيغافريدو         | 28 نقطة      |              |
| 7                     | ماتياس سكجلموس جنسن | تريك سيغافريدو         | 22 نقطة      |              |
| 8                     | جوناتان نارفيز      | Ineos Grenadiers       | 20 نقطة      |              |
| 9                     | سورين كراغ أندرسن   | Team DSM               | 16 نقطة      |              |
| 10                    | Ethan Vernon ‏       | Quick-Step Alpha Vinyl | 15 نقطة      |              |
|                       |                     |                        |              |              |
| مصدر: ProCyclingStats |                     |                        |              |              |

### تصنيف الجبال
| تصنيف الجبال          | تصنيف الجبال            | تصنيف الجبال                              | تصنيف الجبال | تصنيف الجبال |
| العداء                | العداء                  | الفريق                                    | النقاط       |              |
| --------------------- | ----------------------- | ----------------------------------------- | ------------ | ------------ |
| 1                     | Rasmus Bøgh Wallin ‏     | ريستورانت سوري كارل راس ‏                  | 64 نقطة      |              |
| 2                     | Anders Foldager ‏        | فريق الدنمارك لركوب الدراجات للرجال ‏      | 36 نقطة      |              |
| 3                     | Nickolas Zukowsky ‏      | Human Powered Health                      | 24 نقطة      |              |
| 4                     | ماتياس بريجنهوج ‏        | فريق ريوال للدراجات ‏                      | 16 نقطة      |              |
| 5                     | Magnus Henneberg ‏       | فريق الدنمارك لركوب الدراجات للرجال 2022 ‏ | 16 نقطة      |              |
| 6                     | Frederik Irgens Jensen ‏ | بي إتش إس - بل بيتون بورنهولم ‏            | 12 نقطة      |              |
| 7                     | غيليس دي وايلد ‏         | سبورت فلاندرين بالويس ‏                    | 12 نقطة      |              |
| 8                     | نيكلاس بيديرسين ‏        | فريق الدنمارك لركوب الدراجات للرجال 2022 ‏ | 12 نقطة      |              |
| 9                     | Jeppe Aaskov Pallesen ‏  | كولوكويك للدراجات ‏                        | 8 نقطة       |              |
| 10                    | Tim Declercq ‏           | Quick-Step Alpha Vinyl                    | 8 نقطة       |              |
|                       |                         |                                           |              |              |
| مصدر: ProCyclingStats |                         |                                           |              |              |

## تصنيف الفرق

### الفرق حسب الوقت
| تصنيف الفرق حسب الوقت | تصنيف الفرق حسب الوقت               | تصنيف الفرق حسب الوقت | تصنيف الفرق حسب الوقت |
| الفريق                | الفريق                              | الوقت                 |                       |
| --------------------- | ----------------------------------- | --------------------- | --------------------- |
| 1                     | تريك سيغافريدو                      | 51 س 06 د 10 ث        |                       |
| 2                     | جومبو-فيسما                         | + 16 ث                |                       |
| 3                     | Ineos Grenadiers                    | + 33 ث                |                       |
| 4                     | Quick-Step Alpha Vinyl              | + 34 ث                |                       |
| 5                     | Alpecin-Deceuninck                  | + 2 د 14 ث            |                       |
| 6                     | سبورت فلاندرين بالويس 2022 ‏         | + 2 د 54 ث            |                       |
| 7                     | فريق ريوال للدراجات 2022 ‏           | + 4 د 37 ث            |                       |
| 8                     | أونو اكس برو سايكلنج تيم 2022 ‏      | + 4 د 41 ث            |                       |
| 9                     | EF Education-EasyPost               | + 5 د 12 ث            |                       |
| 10                    | بي إتش إس - بل بيتون بورنهولم 2022 ‏ | + 6 د 43 ث            |                       |
|                       |                                     |                       |                       |
| مصدر: ProCyclingStats |                                     |                       |                       |

## تصانيف فرعية

### تصنيف أفضل مقاتل
| تصنيف أفضل مقاتل      | تصنيف أفضل مقاتل    | تصنيف أفضل مقاتل         | تصنيف أفضل مقاتل | تصنيف أفضل مقاتل |
| العداء                | العداء              | الفريق                   | النقاط           |                  |
| --------------------- | ------------------- | ------------------------ | ---------------- | ---------------- |
| 1                     | Rasmus Bøgh Wallin ‏ | ريستورانت سوري كارل راس ‏ | 20 نقطة          |                  |
|                       |                     |                          |                  |                  |
| مصدر: ProCyclingStats |                     |                          |                  |                  |

### تصنيف أفضل شاب
| تصنيف أفضل شاب        | تصنيف أفضل شاب        | تصنيف أفضل شاب                            | تصنيف أفضل شاب | تصنيف أفضل شاب |
| العداء                | العداء                | الفريق                                    | الوقت          |                |
| --------------------- | --------------------- | ----------------------------------------- | -------------- | -------------- |
| 1                     | ماغنوس شيفيلد         | Ineos Grenadiers                          | 17 س 01 د 24 ث |                |
| 2                     | ماتياس سكجلموس جنسن   | تريك سيغافريدو                            | + 5 ث          |                |
| 3                     | Mick van Dijke ‏       | جومبو-فيسما                               | + 40 ث         |                |
| 4                     | Jenno Berckmoes ‏      | سبورت فلاندرين بالويس ‏                    | + 1 د 14 ث     |                |
| 5                     | Frederik Wandahl ‏     | فريق الدنمارك لركوب الدراجات للرجال 2022 ‏ | + 1 د 30 ث     |                |
| 6                     | Tobias Lund Andresen ‏ | Team DSM                                  | + 1 د 43 ث     |                |
| 7                     | Vito Braet ‏           | سبورت فلاندرين بالويس ‏                    | + 1 د 43 ث     |                |
| 8                     | كوربين سترونغ         | إسرائيل - بريمير تيك                      | + 2 د 13 ث     |                |
| 9                     | Olav Kooij ‏           | جومبو-فيسما                               | + 7 د 56 ث     |                |
| 10                    | Joshua Gudnitz ‏       | كولوكويك للدراجات ‏                        | + 10 د 43 ث    |                |
|                       |                       |                                           |                |                |
| مصدر: ProCyclingStats |                       |                                           |                |                |

### تصنيف أفضل مقاتل
| تصنيف أفضل مقاتل      | تصنيف أفضل مقاتل    | تصنيف أفضل مقاتل         | تصنيف أفضل مقاتل | تصنيف أفضل مقاتل |
| العداء                | العداء              | الفريق                   | النقاط           |                  |
| --------------------- | ------------------- | ------------------------ | ---------------- | ---------------- |
| 1                     | Rasmus Bøgh Wallin ‏ | ريستورانت سوري كارل راس ‏ | 20 نقطة          |                  |
|                       |                     |                          |                  |                  |
| مصدر: ProCyclingStats |                     |                          |                  |                  |

## وصلات خارجية
- الموقع الرسمي
- لمحة عن سباق طواف الدنمارك 2022 على موقع  ProCyclingStats   (برو  سايكلنج  ستاتس) - إحصاءات  محترفي  الدراجات.
- طواف الدنمارك 2022 على موقع إحصائيات الدراجات الإحترافية (الإنجليزية)